# Hansenauropus williamsi
Hansenauropus williamsi är en mångfotingart som först beskrevs av Paul Auguste Remy 1954.  Hansenauropus williamsi ingår i släktet Hansenauropus och familjen Hansenauropodidae. Inga underarter finns listade i Catalogue of Life.